# Legarkowe Skałki

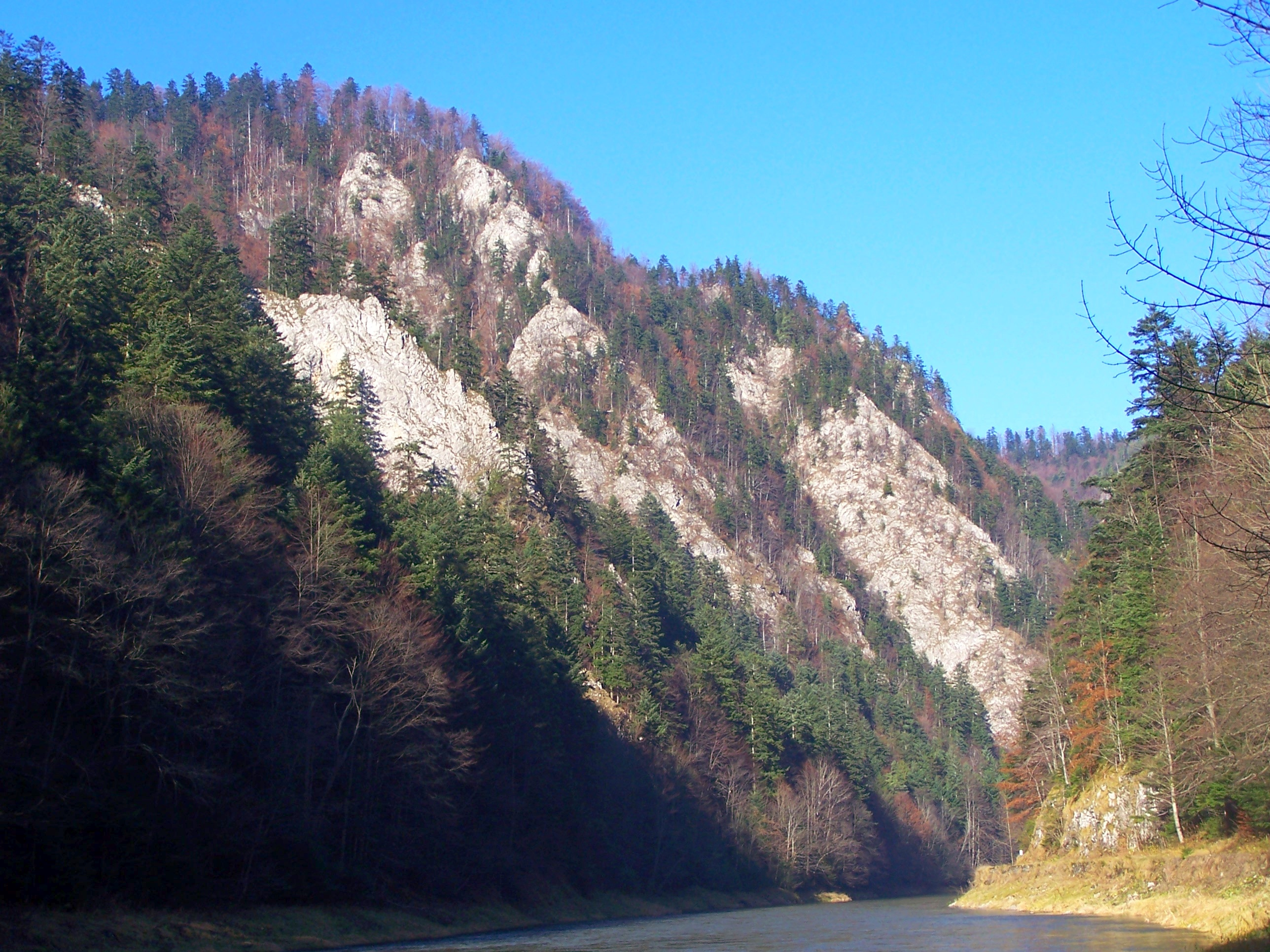
Przełom Dunajca. Od lewej: Legarkowe Skałki i Fujarki

Legarkowe Skałki lub Skała Ligarki – skały na Pienińskim Przełomie Dunajca w Pieninach Właściwych. Znajdują się na lewym brzegu Dunajca, który w tym miejscu odbija się od Legarkowych Skałek i Fujarek, łagodnie skręcając w prawo. Legarkowe Skałki tworzą północne ograniczenie Doliny Szerokiej. W odległości nieco ponad 300 m od nich na południe nad Lewym brzegiem Dunajca wznosi się skała Łazek, tworząca południowe ograniczenie tej doliny.
Legarkowe Skałki znajdują się w Pienińskim Parku Narodowym w granicach wsi Sromowce Niżne w województwie małopolskim, w powiecie nowotarskim, w gminie Czorsztyn. Zbudowane są z wapieni, położone są w dzikich pienińskich ostępach, poza szlakami turystycznymi. Ich nazwa pochodzi od zarośniętej już polany Legarki, która znajdowała się na zachód od nich, w górnej części Doliny Szerokiej. Skały są trudno dostępne i przez ludzi odwiedzane bardzo rzadko. Obok nich natomiast odbywa się spływ tratwami. Z miejsca tego jak pisał Józef Nyka „W górze na tle chmur widnieje poszarpana grań Pieninek: Czerwone Skały (745 m), Czerteż (774 m) i Czertezik (772 m), wreszcie wyniosły czub Sokolicy (747 m). Dunajec zatacza łagodną pętlę w prawo”.